# General Services Administration
General Services Administration (förkortning: GSA) är en federal förvaltningsmyndighet i USA med ansvar for offentliga anskaffningar och upphandlingar, egendomsförvaltning, tillhandahållande av tjänstefordon, IT-tjänster och annat administrativt stöd till andra myndigheter och kommittéer inom USA:s federala statsmakt.
GSA inrättades 1949, som en fristående myndighet i bemärkelsen att den inte tillhör något departement eller presidentkansliet utan formellt ligger direkt under presidenten. GSA har sitt säte i Washington, DC.

## Bakgrund
President Harry Truman tillsatte 1947 förre presidenten Herbert Hoover att leda den så kallade Hoover-kommissionen att utreda och komma med förslag på hur den federala statsmakten kunde omorganiseras. Ett av förslagen var inrättandet av ett "Office of General Services" som skulle konsolidera olika stödfunktioner som låg utspridda hos finansdepartementet, arkivväsendet och en rad myndigheter som inrättats ad hoc under andra världskriget. GSA startades 1 juli 1949 efter kongressen antog och presidenten undertecknade Federal Property and Administrative Services Act. 
Federal Protective Service (FPS) som bevakar federala byggnader tillhörde tidigare GSA, men överfördes under 2003 genom Homeland Security Act of 2002 till inrikessäkerhetsdepartmentet.

## Funktion och roll
GSA förvaltar federal egendom till ett värde överstigande 500 miljarder US Dollar, uppdelat främst mellan 8 700 ägda och hyrda byggnader samt en tjänstefordonsflotta på 215 000 enheter. Chefen för GSA (engelska: Administrator of General Services) utses av presidenten med senatens råd och samtycke.

### Roll i övergångsperiod efter presidentval
GSA har en nyckelroll i övergångsperiod efter ett presidentval då en ny president har valts eftersom det är chefen för GSA, i enlighet med Presidential Transition Act of 1963, som formellt utser vem som kan anses vara tillträdande president och därmed tillgängliggör de federala resurser till en övergångsadministration som finns avsatta för det ändamålet. Mestadels är det en ren formalitet, men efter presidentvalen år 2000 och 2020 var det inte omedelbart uppenbart vem som stod som segrare pga pågående rättsprocesser.

## Bildgalleri

Logotyp för GSA.
Flagga för GSA i bruk mellan 1973-1989.
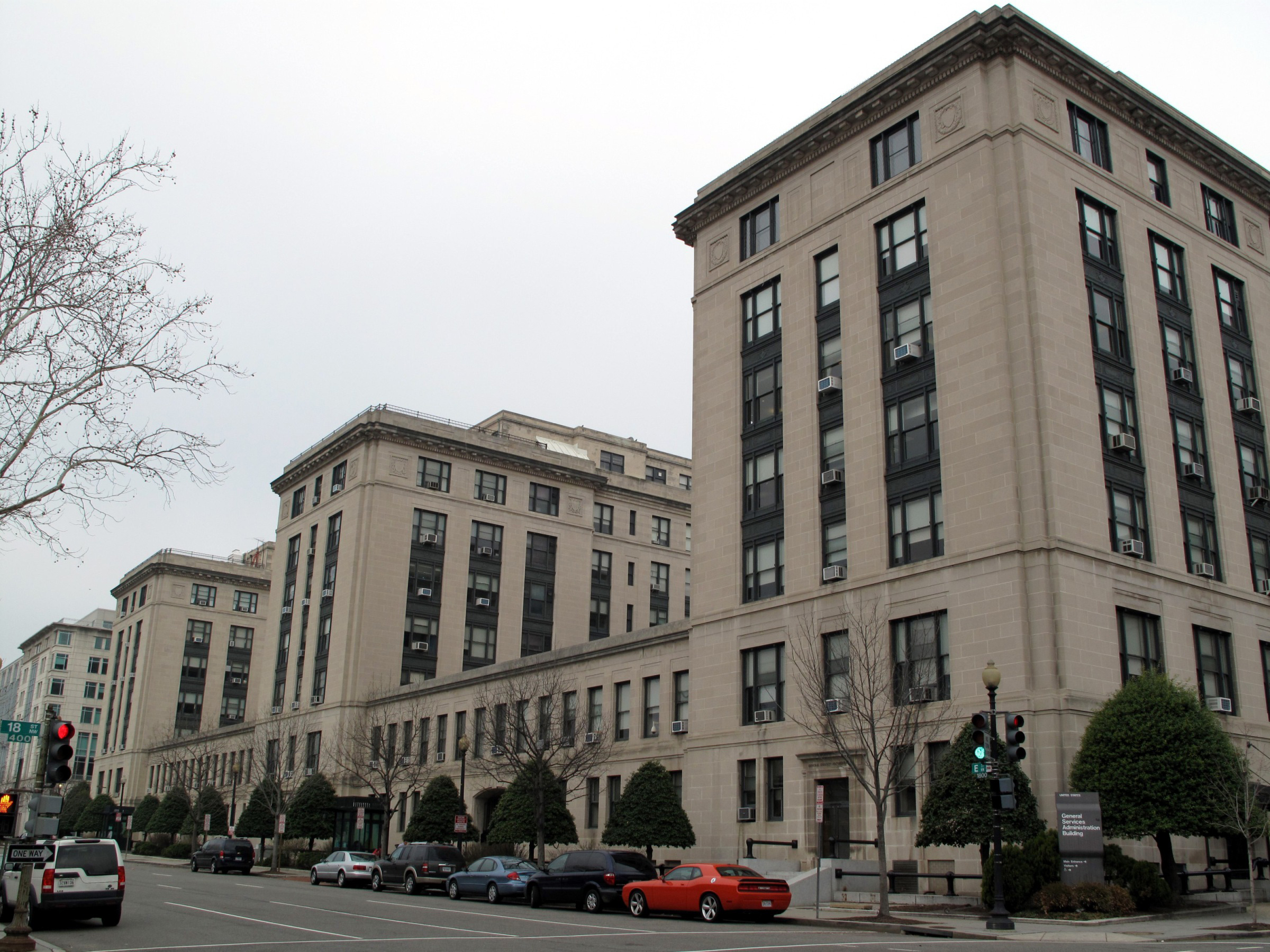
GSA:s huvudkontor på E Street i Washington, D.C.
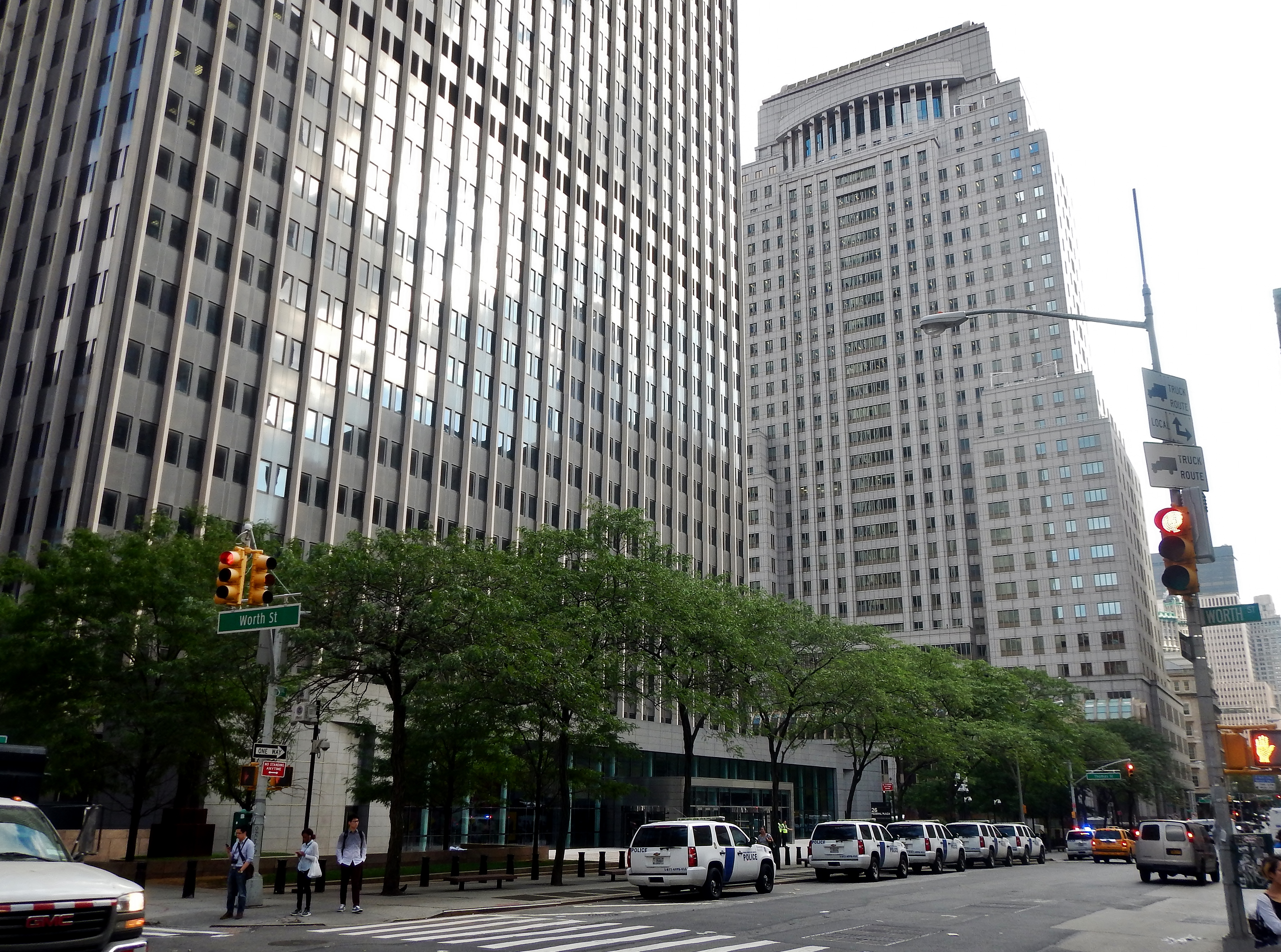
Jacob K. Javits Federal Building (närmast i bild) på Manhattan i New York är den största byggnad som GSA förvaltar utanför huvudstaden.